# Nellim
Nellim (finska: Nellim eller Nellimö; enaresamiska: Njellim; skoltsamiska: Njeäʹllem) är en småort på sydöstra stranden av Enare träsk i Lappland i Finland.

## Geografi
Nellim ligger vid sydöstra stranden av Enare träsk nära utloppet i Pasvik älv. Det är ungefär 42 kilometer nordost om Ivalo, som är närmaste tätort och 9 kilometer från gränsen mellan Finland och Ryssland utefter ishavsvägen, även kallad Petsamovägen, vilken kom att till avsevärd del försörja både Finland och Sverige med importvaror medelst lastbilstransporter under 1940-41. Vägen spärras 2018 med grindar före gränsen mellan Finland och Ryssland.

## Kultur och historia
Området kring Nellim är ett av de tidigast befolkade kring Enare träsk med arkeologiska spår som är minst 8 000 år gamla.
Dagens Nellim präglas av tre språkkulturer: finsk, enaresamisk och skoltsamisk. Enaresamer har varit bosatta i Konkelovuono (numera Nellimvuono) sedan slutet av 1870-talet. Den finsktalande befolkningen anlände främst på 1920-talet och 1930-talet. Den skoltsamiska befolkningen som evakuerats från Petsamoområdet efter de finsk-sovjetisk-tyska krigen anvisades för bosättning i slutet av 1940-talet områden kring Sevettijärvi och Nellim på ömse sidor om Enare träsk. 
Ett ortodoxt kapell färdigställdes 1987 och det tillägnades året därpå som kyrka till Trifon den helige av Petsamo och invid ligger en kyrkogård. Ett skoltsamiskt minnesmärke i form av ett stort träkors har satts upp invid vägen vid Tsarmijärvi drygt en halvmil ner mot Ivalo. Det finns också lämningar av befästningen Rautaportti ("Järnporten") från andra världskriget. Annat byggnadsverk är en restaurerad 320 meter lång timmerränna. 

## Näringsliv
Näringslivet är historiskt uppbyggt kring renskötsel, jakt och fiske. Vägen till Ivalo förbättras med breddning och asfaltering enligt planerna till 2020, vilket medger tillväxt i skogsbruk och expansion av turismen. Orten har ett turisthotell och en marina. Slöjd- och hantverksarbeten kompletterar.

## Fotogalleri

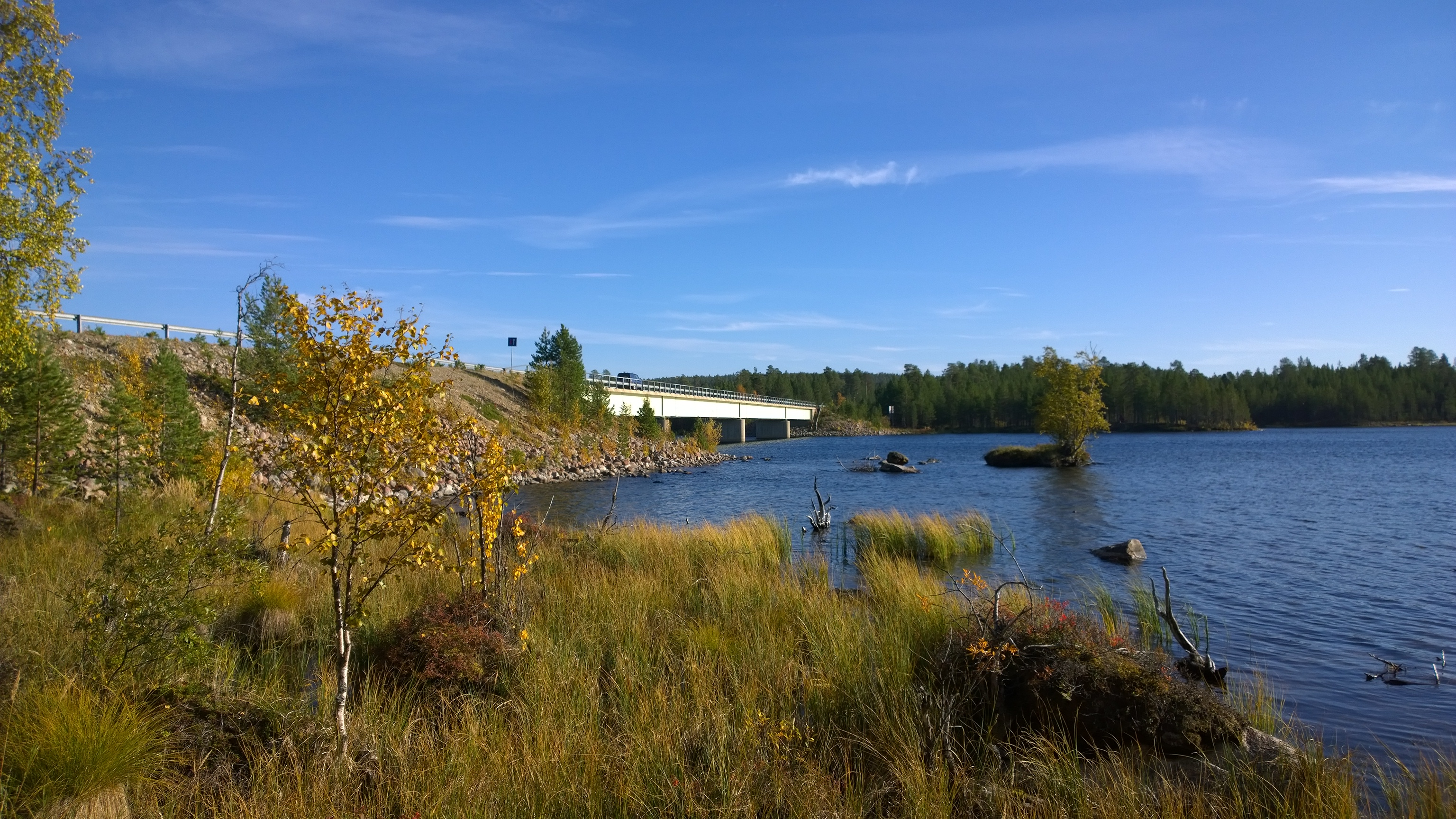
Bron över Pasvik älv nära gränsen mellan Finland och Ryssland
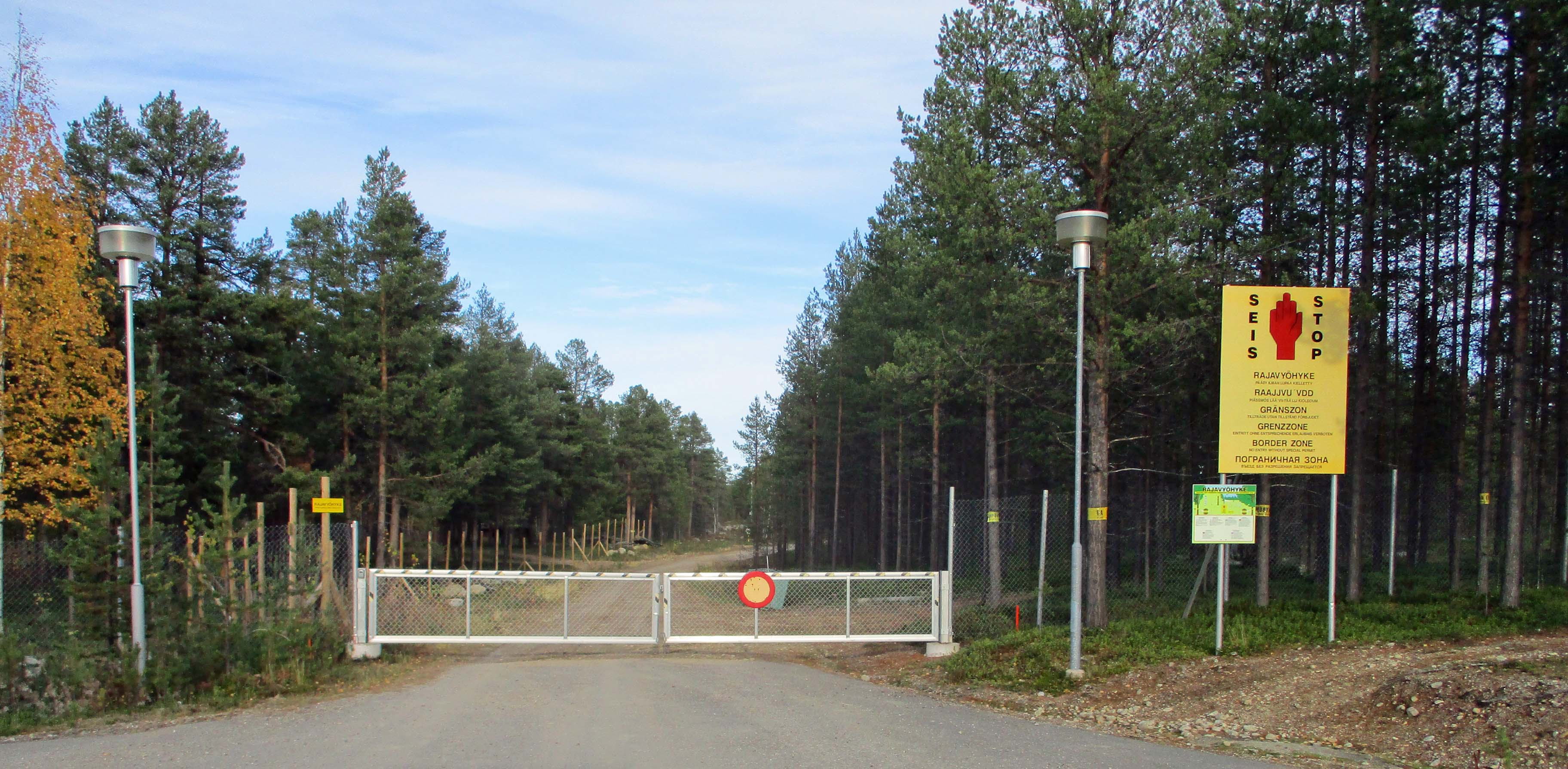
Petsamovägen (Ishavsvägen) vid gränsgrinden till Ryssland
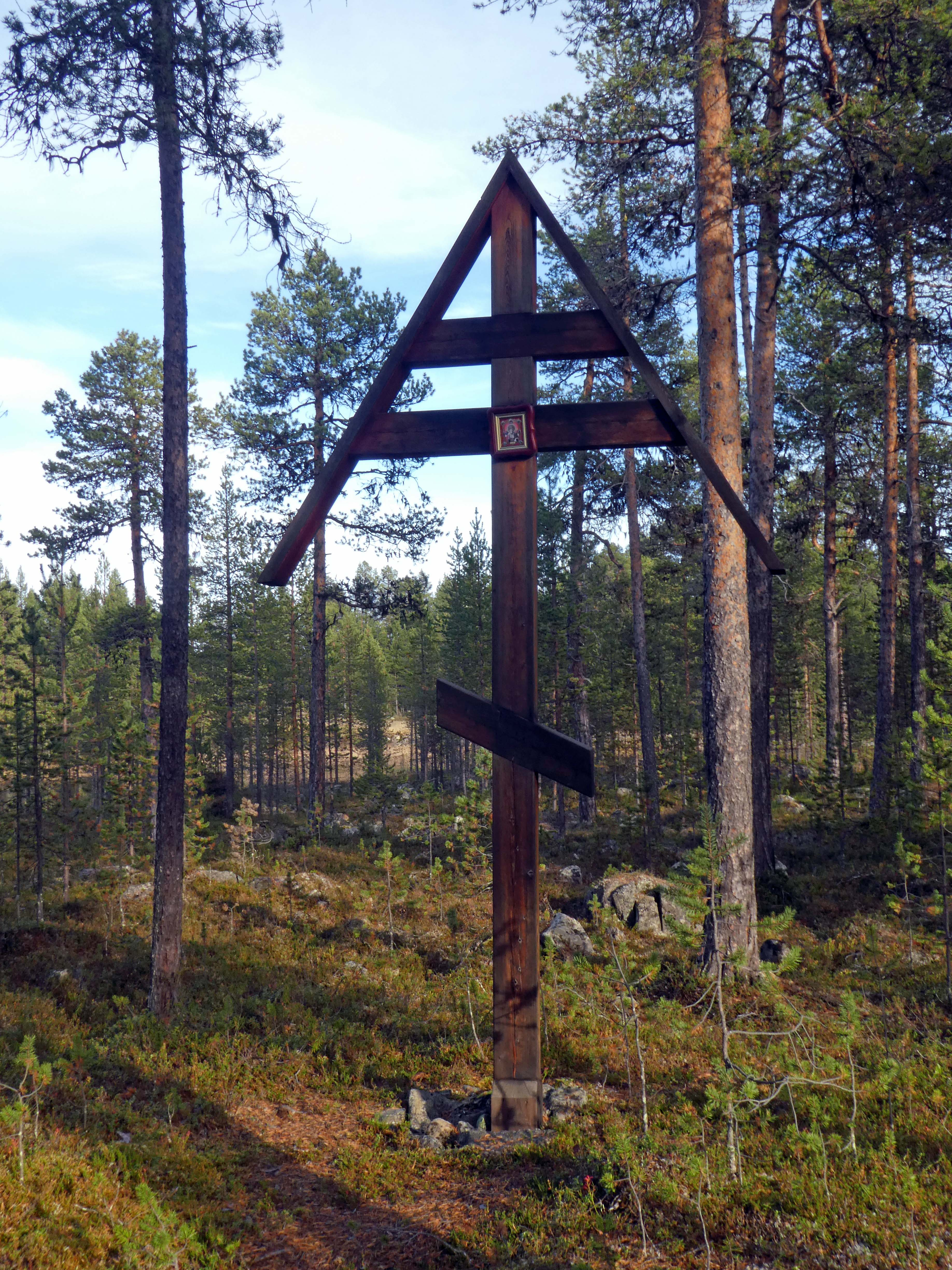
Tsarmijärvi minneskors, Nellim, Finland
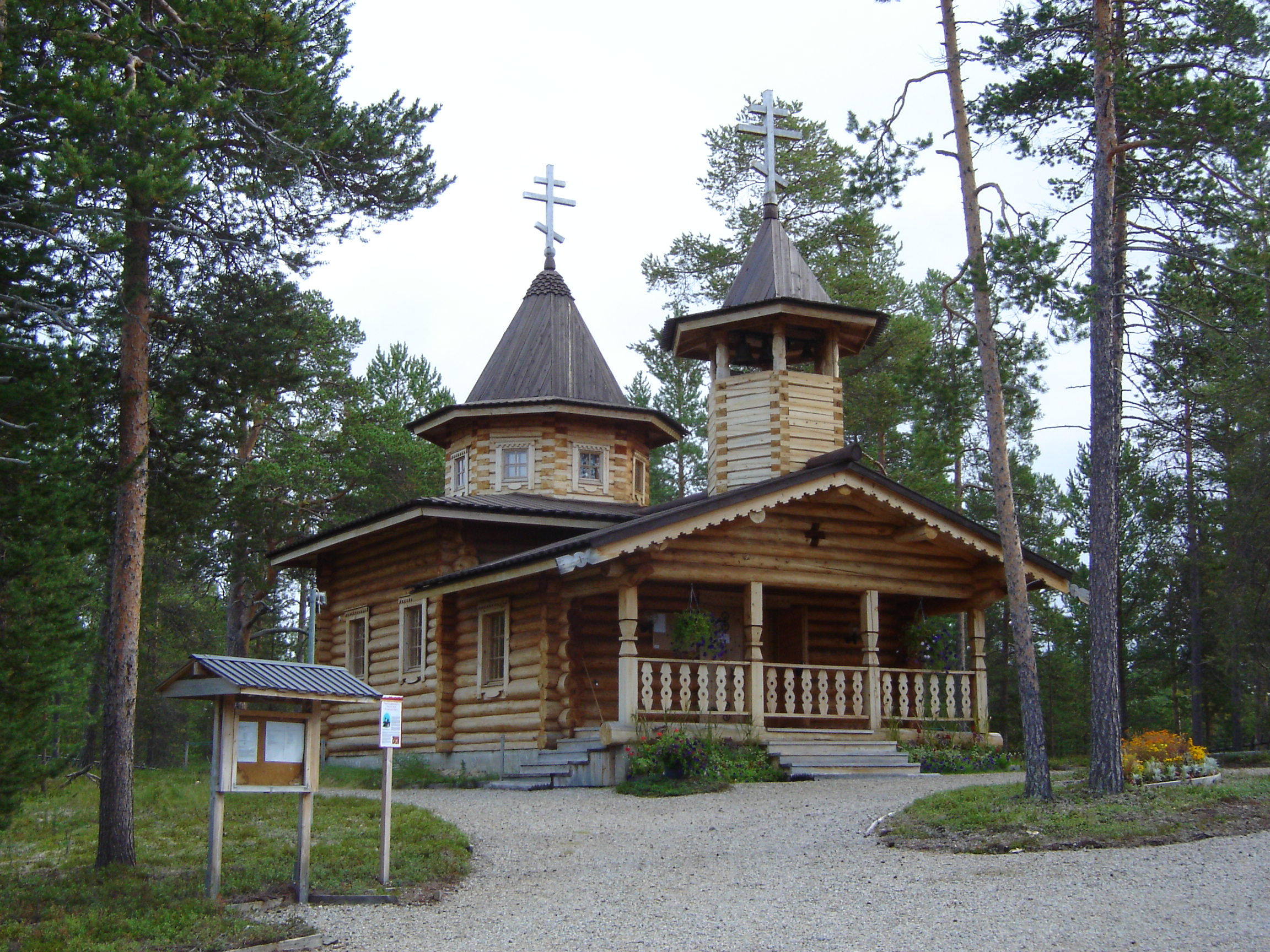
Den ortodoxa kyrkan i Nellim
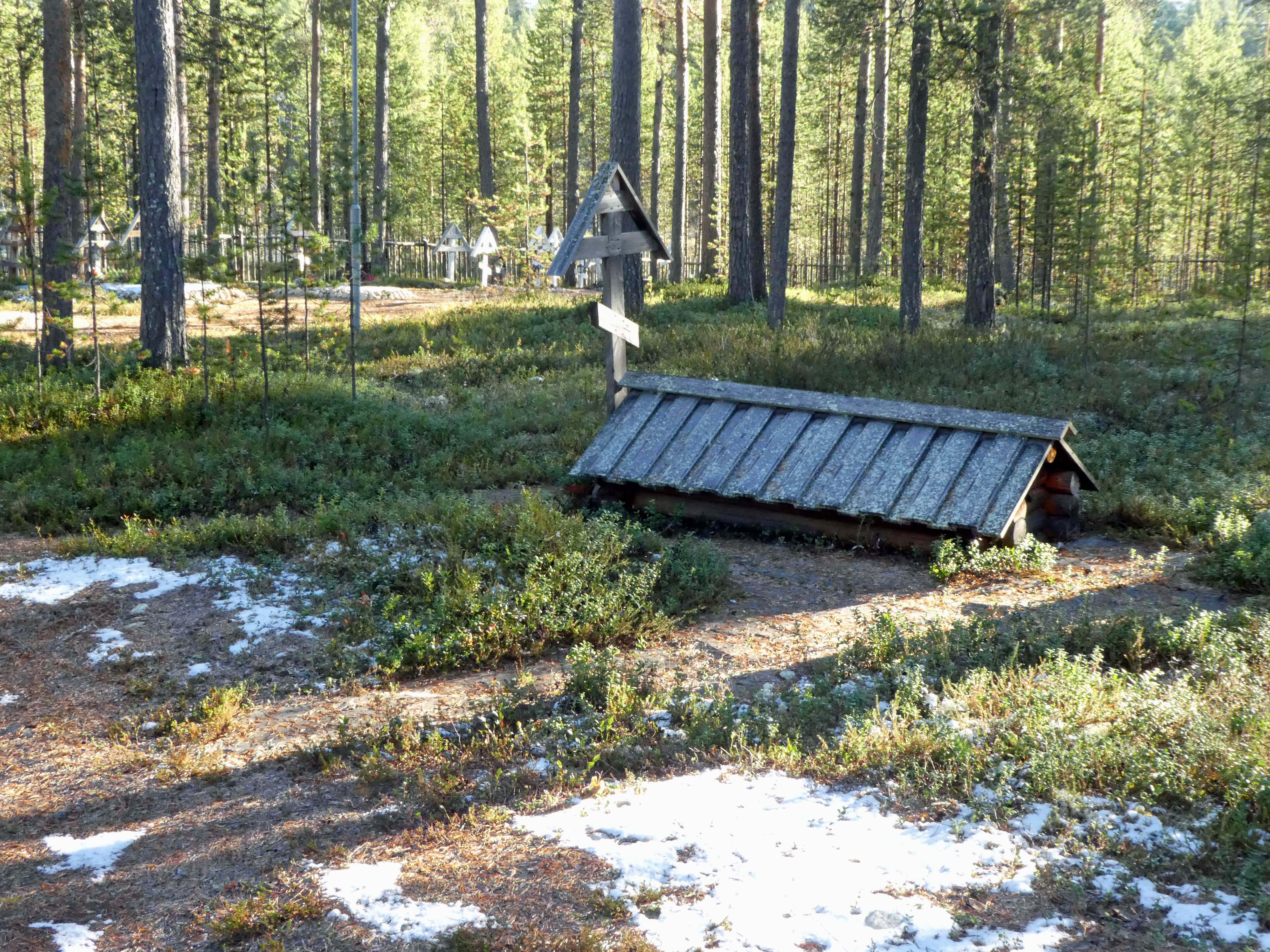
Skoltgrav, Nellim